# Lill-Glän
Lill-Glän är en sjö i Härjedalens kommun i Härjedalen och ingår i Ljusnans huvudavrinningsområde. Sjön har en area på 0,169 kvadratkilometer och ligger 828,4 meter över havet. Sjön avvattnas av vattendraget Tännån.

## Delavrinningsområde
Lill-Glän ingår i det delavrinningsområde (695322-131144) som SMHI kallar för Utloppet av Lill-Glän. Medelhöjden är 831 meter över havet och ytan är 0,46 kvadratkilometer. Räknas de 9 avrinningsområdena uppströms in blir den ackumulerade arean 64,53 kvadratkilometer. Tännån som avvattnar avrinningsområdet har biflödesordning 2, vilket innebär att vattnet flödar genom totalt 2 vattendrag innan det når havet efter 419 kilometer. Avrinningsområdet består mestadels av skog (64 procent). Avrinningsområdet har 0,17 kvadratkilometer vattenytor vilket ger det en sjöprocent på 36,6 procent.